# グラニコス川の戦い
グラニコス川の戦い（グラニコスがわのたたかい、ギリシア語: Μάχη του Γρανικού）は、紀元前334年にグラニコス川畔（現：ビガ川）で、アレクサンドロス3世（大王）が率いるアルゲアス朝（マケドニア王国）およびコリントス同盟の連合軍とアケメネス朝（ペルシア）の軍勢との間に行われた会戦である。
開戦前、ペルシア側のギリシア傭兵を率いるメムノンはマケドニア軍は強力だが遠征してきているので焦土作戦による敵の弱体化を提案したというが、ヘレスポントス・フリュギア太守アルシテスの「我が国民の家に火を点けるなどとんでもない」「ギリシア傭兵にとっては、戦争が長引くと報酬が多くなるからだろう」などと批判にさらされた上、ギリシア傭兵は後方に配置されたために効率良く戦闘が出来なかった。

## 会戦

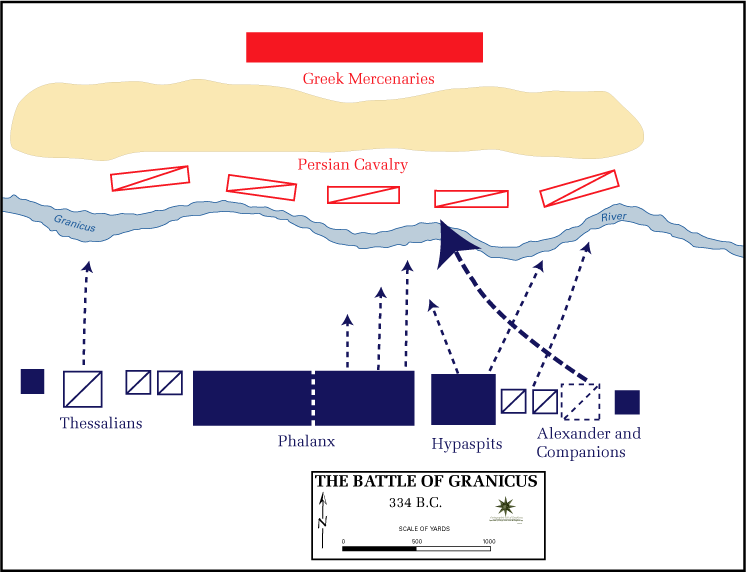
グラニコス川の戦いにおける両軍の布陣 中央を左右に流れるグラニコス川の向こう側で防御するペルシア軍（赤）は前面に弓騎兵、後方にギリシア人傭兵の歩兵を配した。攻めるマケドニア遠征軍はアレクサンドロス大王が指揮する右翼が中央に回りこむような形で攻撃を開始している

迎撃するペルシア軍はグラニコス川沿いの前面に騎兵を配し、その後ろにギリシア人の傭兵で構成された歩兵を置くという配置で会戦に臨んだ。一方のマケドニア軍では大王が右翼を指揮し、左翼を将軍らの中でも年長者のパルメニオンが率いていたが、このうち右翼側に配されていたマケドニア軍の騎兵が渡河し、ペルシア軍の戦列に向かって前進していったことから戦闘が開始された。
軽装で弓を主な武器としていたペルシア軍の騎兵は、マケドニア軍の騎兵とそれに続いて渡河してきた歩兵の攻撃を支えることができずに敗走を始め、後方に控えていたギリシア人傭兵の部隊も味方騎兵に取り残される格好でマケドニア軍の攻撃に晒されることとなった。このためギリシア人傭兵らは降伏しようとしたが、大王がこれを認めず攻撃を続行させたために彼らの多くが戦死し、生き残った者もこの後捕虜として酷使された。
戦闘中に大王は、自らダレイオス3世の娘婿でペルシア軍の将軍の一人ミトリダテスを討ったが、その一方で白の羽飾りが付いた兜を身につけていたためにペルシア軍の標的となり、スピトリダテスに襲われてクレイトスに助けられるなど度々危うい場面もあったと言われている。

## その後
ここで壊滅した騎兵隊は、ペルシアの精鋭部隊とも言うべき戦力で、この戦いで小アジアのほとんどは容易にアレクサンドロスに降伏したが、その中の一都市ミレトスでペルシア艦隊が抵抗を試みた。アレクサンドロスは現在のギリシア艦隊ではペルシア艦隊に対抗しえないと判断し、艦隊を一時解散。陸軍で相手艦隊の拠点を奪って敵艦隊を無力化する作戦に転じ、ペルシア軍の撃退に成功した。

アレクサンドロス3世の東方遠征